# Mi Delirio
Mi Delirio je peti studijski album meksičke pjevačice, kompozitorice i glumice Anahi koji je izašao 24.studenog 2009. godine (2010. izlazi i reizdanje navedenog albuma). Uz njega je slijedila veoma uspješna turneja Mi Delirio World Tour koja je trajala od 2009. godine do 2011. godine.

## Popis pjesama
1. "Mi delirio (Moj delirij)" — 3:12
2. "Quiero (Želim)" — 3:47
3. "Qué Más Da (Baš me briga)" — 3:57
4. "Hasta Que Llegues Tú (Dok ne dođeš ti)" — 3:28
5. "No Te Quiero Olvidar (Ne želim te zaboraviti)" — 3:49
6. "Me Hipnotizas (Hipnotiziraš me)" — 3:53
7. "Para Qué (Zašto)" — 3:22
8. "Te Puedo Escuchar (Mogu te čuti)" — 4:24
9. "Él Me Mintió (On mi je lagao)" — 3:09
10. "Gira la Vida (Okreni život)" — 3:26
11. "Hasta Que Me Conociste (Dok me nisi upoznao)" — 3:16

## Mi Delirio Deluxe Edition
1. "Mi delirio (Moj delirij)" — 3:12
2. "Quiero (Želim)" — 3:47
3. "Qué Más Da (Baš me briga)" — 3:57
4. "Hasta Que Llegues Tú (Dok ne dođeš ti)" — 3:28
5. "No Te Quiero Olvidar (Ne želim te zaboraviti)" — 3:49
6. "Me Hipnotizas (Hipnotiziraš me)" — 3:53
7. "Para Qué (Zašto)" — 3:22
8. "Te Puedo Escuchar (Mogu te čuti)" — 4:24
9. "Él Me Mintió (On mi je lagao)" — 3:09
10. "Gira la Vida (Okreni život)" — 3:26
11. "Hasta Que Me Conociste (Dok me nisi upoznao)" — 3:16
12. "Alergico (Alergičan)" — 3:55
13. "Ni Una Palabra (Ni jedna riječ)" — 2:48
14. "Pobre Tu Alma (Jadna tvoja duša)" — 3:18
15. "Aleph (Aleph)" — 4:15
16. "Mi Delirio - Versión Acústica(Moj delirij - akustična verzija)" — 3:27
17. "Mi Delirio - Remix Kinky (Moj delirij - Remix Kinky)" — 4:09